# 西田可蔵
西田 可蔵（にしだ かぞう、文政5年（1822年）- 明治15年（1882年）11月19日）は、幕末の尊皇攘夷派志士。名は供治。
土佐藩高岡郡岩目地村の庄屋・北添与五郎の三男で、北添佶摩の兄。家老の深尾家家臣・西田惣左衛門の養子になる。
佶摩と共に土佐勤王党に加盟。上京して他の志士と共に活動する。明治維新後は高岡郡神母野に寺子屋を設け、村の子弟を教えて、その生涯を終えている。